# Deutsche Stiftung für Herzforschung
Die Deutsche Stiftung für Herzforschung ist eine Tochterorganisation der Deutschen Herzstiftung. Satzungsgemäßes Ziel der Stiftung ist die „Förderung der Grundlagenforschung und der klinischen Forschung im Bereich der Vorbeugung, der Aufklärung, der Betreuung der Diagnostik, der Therapie und der Nachbehandlung von Herz- und Kreislauferkrankungen“.

## Organisation
Der Vorstand setzt sich aus zehn ehrenamtlichen Mitgliedern zusammen, die jeweils für die Dauer von vier Jahren gewählt werden. Vorsitzender ist derzeit Udo Sechtem. Die Begutachtung der Förderanträge wird unterstützt durch einen wissenschaftlichen Beirat, dem zehn Experten aus dem Bereich der Herz-Kreislaufforschung angehören.

## Projekte und Aktivitäten
Im Jahr 2017 unterstützte die Stiftung 26 Forschungsprojekte mit einem Fördervolumen von insgesamt fast 1,3 Mio. EUR.>
Im Rahmen der Jahrestagung der Deutschen Gesellschaft für Kardiologie vergibt die Stiftung jährlich den August Wilhelm und Lieselotte Becht-Forschungspreis an junge Wissenschaftler aus dem Bereich der patientennahen Herz-Kreislaufforschung.